# Vello (Marone)
Vello (Èl in dialetto bresciano) è una frazione del comune lombardo di Marone.

## Storia
Il piccolo centro lacustre di Vello appartenne storicamente alla quadra di Iseo.
In età napoleonica (1809-1816) fu frazione di Marone, recuperando l'autonomia con la costituzione del Regno Lombardo-Veneto.
All'Unità d'Italia (1861) il comune contava 225 abitanti.
Nel 1927 il comune di Vello fu aggregato al comune di Marone.